# Condado de Monroe (Wisconsin)
El condado de Monroe (en inglés: Monroe County), fundado en 1854, es uno de 72 condados del estado estadounidense de Wisconsin. En el año 2000, el condado tenía una población de 40,899 habitantes y una densidad poblacional de 18 personas por km². La sede del condado es Sparta.

## Geografía
Según la Oficina del Censo, el condado tiene un área total de 2,352 km², de la cual 2,333 km² es tierra y 19 km² (0.83%) es agua.

### Condados adyacentes
- Condado de Jackson (norte)
- Condado de Juneau (este)
- Condado de Vernon (sur)
- Condado de La Crosse (oeste)

## Demografía
En el censo de 2000, había 40,899 personas, 15,399 hogares y 10,794 familias residiendo en el condado. La densidad poblacional era de 18 personas por km². En el 2000 había 16,672 unidades habitacionales en una densidad de 7 por km². La demografía del condado era de 96.52% blancos, 0.46% afroamericanos, 0.92% amerindios, 0.48% asiáticos, 0,01% isleños del Pacífico, 0.85% de otras razas y 0.74% de dos o más razas. 1.81% de la población era de origen hispano o latino de cualquier raza.

## Localidades

### Ciudades, pueblos y villas
- Adrian
- Angelo
- Byron
- Cashton
- Clifton
- Glendale
- Grant
- Greenfield
- Jefferson
- Kendall
- La Grange
- Lafayette
- Leon
- Lincoln
- Little Falls
- Melvina
- New Lyme
- Norwalk
- Oakdale (pueblo)
- Oakdale
- Portland
- Ridgeville
- Scott
- Sheldon
- Sparta (sede)
- Sparta (pueblo)
- Tomah (pueblo)
- Tomah
- Warrens
- Wellington
- Wells
- Wilton (pueblo)
- Wilton
- Wyeville

### Áreas no incorporadas
- Blue Wing
- Four Corners
- Cataract
- Kirby
- Leon
- Norway Ridge
- Oil City
- St. Mary's Ridge
- Shennington
- Tunnel City
- Valley Junction